# Tomo Yanagishita
Tomo Yanagishita (柳下 大?, Yanagishita Tomo; Kanagawa, 3 giugno 1988) è un attore giapponese.
È stato uno dei membri del gruppo D-Boys. 
Inizia la sua carriera nel 2006, partecipando al musical dedicato a Il principe del tennis nel ruolo di Kaoru. Successivamente ha interpretato ruoli di primo piano in varie pellicole cinematografiche e dorama popolari. 

## Filmografia

### Televisione
| Anno | Titolo                                                                                             | Ruolo assunto                          | Altre notizie                                                       |  |
| ---- | -------------------------------------------------------------------------------------------------- | -------------------------------------- | ------------------------------------------------------------------- |  |
| 2006 | Meitantei Conan 10 shūnen drama special - Kudō Shin'ichi e no chōsenjō - Sayonara made no prologue | Uno dei compagni di scuola di Shinichi | Film TV                                                             |  |
| 2007 | Sunadokei (serie televisiva)                                                                       | Yousuke Sonoda                         | Serie televisiva (Episodi 18-21, 26, 31, 33, 38, 41 e 43)           |  |
| 2007 | Nozokiya                                                                                           | Takeshi                                | Serie televisiva (Episodi 10-12)                                    |  |
| 2007 | Ren'ai Shindan ~Tsubasa no Kakera~                                                                 | Tsubasa                                | Serie televisiva (Episodi 1-3)                                      |  |
| 2007 | Yonimo Kimyona Monogatari                                                                          | Ichinose                               | Serie televisiva (Fall '07 Special Edition "Alumni Future" episode) |  |
| 2008 | Mikon Six Sisters 2                                                                                | Takashi                                | Serie televisiva                                                    |  |
| 2008 | 100 Views of Romantic Love                                                                         | Himself                                | Serie televisiva (Episodio 98, TV Asahi)                            |  |
| 2008 | Akai Ito                                                                                           | Fujiwara Natsuki                       | Serie televisiva                                                    |  |
| 2008 | Ijiwaru Baasan                                                                                     | Star ospite                            | Serie televisiva (episodio 9/1)                                     |  |
| 2009 | Inochi no Baton ~ Saikou no Jinsei no Owarikata ~                                                  | Hayato Ito                             | Serie televisiva                                                    |  |
| 2009 | Samurai High School                                                                                | Wada Daisuke                           | Serie televisiva                                                    |  |
| 2010 | Shinsengumi Peacemaker                                                                             | Okita Soji                             | Serie televisiva                                                    |  |
| 2010 | Tumbling (serie televisiva)                                                                        | Mizusawa Taku                          | Serie televisiva (TBS)                                              |  |
| 2011 | Hanazakari no kimitachi e (2011)                                                                   | Kayashima Taiki                        | Serie televisiva                                                    |  |
| 2012 | Akko to Bokura ga Ikita Natsu                                                                      | Nakane Yoshiyuki                       | Serie televisiva                                                    |  |

### Cinema
| Anno | Titolo                                        | Ruolo assunto    | Altre notizie       |
| ---- | --------------------------------------------- | ---------------- | ------------------- |
| 2007 | Takumi-kun: Soshite, Harukaze ni Sasayaite    | Takumi           | DVD Release         |
| 2008 | Bura bura ban ban                             | N/A              | Motion Picture Film |
| 2008 | Taiga Roman: Danjo Gyakuten Yoshiwara Yuukaku | Kojiro / Takao   | DVD Release         |
| 2008 | Drift 05                                      | N/A              | DVD Release         |
| 2008 | Shakariki                                     | Uncredited       | Motion Picture      |
| 2008 | Sakura no Sono                                | Machida Shuu     | Motion Picture Film |
| 2008 | Akai ito (film)                               | Fujiwara Natsuki | Motion Picture Film |
| 2009 | Sho no Michi                                  | Jinchi           | DVD Release         |
| 2011 | Vampire Stories - Brothers                    | Sei              | DVD Release         |